# Catherine Meadows
Catherine Ann Meadows ist eine US-amerikanische  Mathematikerin und Kryptologin. Sie ist bekannt für ihre Entwicklung von Werkzeugen zur formalen Verifizierung und automatisierten Entdeckung von Fehlern in kryptografischen Protokollen.

## Leben und Werk
Meadows studierte Mathematik von 1971 bis 1975 an der University of Chicago. 1981 promovierte sie in Mathematik an der University of Illinois at Urbana-Champaign. Ihre Dissertation, Projections of Varieties, befasste sich mit algebraischer Geometrie und wurde von Edward Graham Evans Jr. betreut. Von 1981 bis 1985 war sie Assistenzprofessorin für Mathematik an der Texas A&M University und arbeitete in verschiedenen Bereichen der Kryptografie, einschließlich geheimer Austauschprogramme und Softwareschutz, bevor sie zum Naval Research Laboratory wechselte. Am Zentrum für Hochsicherheitssysteme des Marineforschungslabors ist sie eine leitende Forscherin für Computersicherheit und Leiterin der Abteilung für formale Methoden des Labors. Sie war eine Pionierin bei der Entwicklung symbolischer formaler Überprüfungsmethoden und -werkzeuge. Ihr NRL Protocol Analyzer wurde erfolgreich auf die Analyse vieler Protokolle und Protokollstandards angewendet und hatte enormen Einfluss auf dem Gebiet. Ebenso entwickelte sie eine neue zeitliche Logik zur Spezifizierung von Protokolleigenschaften sowie neue Methoden zur Analyse verschiedener Arten von Eigenschaften, die außerhalb der Geheimhaltung liegen. Sie leistete wichtige Beiträge in anderen Bereichen, wie Sicherheit, Erkennung von Eindringlingen und die Beziehung zwischen rechnergestützten und symbolischen Ansätzen für die Kryptografie. 2019 fand in Fredericksburg (Virginia), ein Symposium ihr zu Ehren statt und eine Sammlung von Vorträgen aus dem Symposium wurde als Festschrift veröffentlicht.